# Karla Hoffman
Pour les articles homonymes, voir Hoffman.
Karla Leigh Hoffman est une mathématicienne américaine, spécialiste de recherche opérationnelle. Elle est professeure d'ingénierie des systèmes et de recherche opérationnelle à la Volgenau School of Engineering (en) de l'université George-Mason et présidente de l'Institute for Operations Research and the Management Sciences en 1998.

## Biographie
Hoffman est diplômée de l'université Rutgers en 1969 avec un bachelor en mathématiques. Elle étudie ensuite la recherche opérationnelle à l'université George-Washington, obtenant une Maîtrise en administration des affaires en 1971 et achevant son doctorat en sciences  en 1975. Sa thèse, intitulée A Successive Underestimation Function for Concave Minimization, a été dirigée par James E. Falk,.   
Elle devient chercheuse postdoctorale au National Institute of Standards and Technology en 1975 et elle reste au NIST en tant que chercheuse en mathématiques à la Division de la recherche opérationnelle jusqu'en 1984, lorsqu'elle est nommée à l'université George-Mason. Elle est promue professeure titulaire en 1989 et occupe le poste de présidente par intérim et de directrice de son département de 1996 à 2001.  
Elle est présidente de l'Institute for Operations Research and the Management Sciences (INFORMS) en 1998,. 

## Travaux
Ses recherches sont dans le domaine des applications pratiques de la recherche opérationnelle et de l'optimisation de problèmes tels que la planification des transports, l'attribution des créneaux d'atterrissage dans les aéroports, les enchères de spectre pour l'attribution des fréquences et la budgétisation des télécommunications.

## Prix et distinctions
En 1984, Hoffman reçoit la médaille d'argent du Département du commerce américain (en) et le premier prix de recherche appliquée de l'Institut national des normes et de la technologie,.  
L'Institut de recherche opérationnelle et des sciences de la gestion l'a élue fellow en 2003 et lui a décerné la médaille George E. Kimball pour services distingués rendus à l'Institut et à la profession en 2005. En 2009, elle est devenue la première lauréate du Harvey J. Greenberg Impact Award for Service to the INFORMS Computing Society,.   
En 2018, une équipe de chercheurs organisée par Hoffman et travaillant pour la Commission fédérale des communications sur l'attribution du spectre de fréquence a remporté le prix Franz Edelman décerné par l'INFORMS, pour ses réalisations en analyse avancée, recherche opérationnelle et science de la gestion,.  